# Маріо Лівіо
Маріо Лівіо (івр. מריו ליביו, ‎англ. Mario Livio; нар. 1945, Бухарест) — ізраїльський та американський астрофізик та популяризатор науки. Його науково-популярні книги перекладені багатьма мовами світу і відмічені кількома нагородами за популяризацію науки. Член Американської асоціації сприяння розвитку науки.

## Біографія та наукова діяльність
Лівіо народився в Бухаресті (Румунія) в єврейській родині, в 1950 році сім'я репатріювалася в Ізраїль. Там він здобув ступінь бакалавра в Єврейському університеті Єрусалиму. Потім зайнявся спочатку теоретичною фізикою елементарних частинок в Вейцманському інституті, а пізніше — астрофізикою в Тель-Авівському університеті. Після захисту докторської дисертації став професором фізики в Техніоні і працював там із 1981 по 1991 рік.
Служив в Армії оборони Ізраїлю як фельдшер у шестиденній війні (1967), у війні Судного дня (1973) та у Ліванській війні (1982).
З 1991 до 2015 року працював астрофізиком в американському Інституті космічного телескопа, виконував дослідження на космічному телескопі Габбл.
З 2000 року Лівіо зосередив свої дослідження на вивченні вибухів наднових та їх застосуванні для визначення швидкості розширення Всесвіту. Він також досліджував такі дискусійні питання астрофізики, як темна енергія, чорні діри та формування планетної системи навколо молодої зорі.
Одружений з мікробіологом Софі Лівіо, має трьох дітей.

## Науково-популярні твори
Лівіо займається популяризацією астрономії та математики за допомогою книг, лекцій, журнальних статей, радіо- та телевізійних виступів.
Першою книгою Лівіо стала «Прискорений Всесвіт» (The Accelerating Universe, 2000), яка пояснювала в доступних неспеціалісту термінах теорію про те, що Всесвіт розширюється все швидше і швидше. Автор досліджував можливі причини та теоретичні наслідки подальшого розширення, а також уявлення про «красу» наукових законів, які керують космосом.
Найпопулярнішою книгою Лівіо є  «Золотий перетин: Історія Фі» (The Golden Ratio: The Story of Phi, 2002). Він простежив вплив золотого перетину на мистецтво, архітектуру, музику і навіть теорію фондового ринку.
Книга «Рівняння, яке не можна розвʼязати» (The Equation That Couldn't Be Solved, 2005) пояснює, як зусилля, скеровані на розвʼязання рівнянь, призвели до теорії груп та математичної теорії симетрії. Автор підкреслює вирішальну роль Евариста Галуа та Нільса Абеля у розвитку цього розділу математики. Книга містить біографічні нариси Галуа, Абеля та інших математиків.
«Чи Бог був математиком?» (Is God A Mathematician?, 2009). В цій книзі аналізується здатність математики описувати та прогнозувати фізичний світ. Лівіо намагається відповісти на питання: Математику винайшли чи відкрили? Ця книга була обрана "Вашингтон пост" як одна з найкращих книг 2009 року, вона отримала й інші нагороди — премію Пеано та міжнародний приз Піфагора для популярних книг з математики.
«Геніальні ляпи» (Brilliant Blunders, 2013) відзначає серйозні помилки п'яти видатних діячів науки: Чарльза Дарвіна, лорда Кельвіна, Лайнуса Полінга, Фреда Гойла та Альберта Ейнштейна.
Інші книги Лівіо — «Чому? Що робить нас допитливими» (2017 рік) та «Галілей та заперечники науки» (2020).

## Праці
- The Accelerating Universe: Infinite Expansion, the Cosmological Constant, and the Beauty of the Cosmos. — John Wiley, 2000. — ISBN 0-471-39976-0.
- The Golden Ratio: The Story of Phi, the World's Most Astonishing Number. — Broadway Books[en], 2002. — ISBN 0-7679-0815-5.
- The Equation That Couldn't Be Solved: How Mathematical Genius Discovered the Language of Symmetry. — Souvenir Press[en], 2006. — ISBN 0-285-63743-6.
- Is God a Mathematician?. — Simon & Schuster 2009. — ISBN 978-0-7432-9405-8.
- Brilliant Blunders. — Simon & Schuster, 2013. — ISBN 9781439192375.
- Why? What Makes Us Curious. — Simon & Schuster, 2017. — ISBN 978-1476792095.
- Galileo and the Science Deniers. — Simon & Schuster, 2020. — ISBN 978-1501194733.